# Chaeropus yirratji
Espèce
Chaeropus yirratji est une espèce disparue de marsupiaux australiens herbivores de la famille des Chaeropodidae. On pense qu’il est éteint depuis le milieu du XXe siècle ; la dernière observation confirmée était un spécimen recueilli près d’Alice Springs en 1901, mais des rapports d’Aborigènes locaux indiquent qu’il pourrait avoir survécu dans le désert de Gibson et le parc national Great Sandy jusque dans les années 1950.

## Description
Chaeropus yirratji est un très petit bandicoot avec de longues pattes minces. Il se déplace en appuyant uniquement deux orteils de ses pattes avant et un seul sur ses pattes arrière. Sa fourrure peut être gris argenté / brun ou dorée au-dessus, fauve clair en dessous. Comme les autres bandicoots, il présente une longue tête et de grandes oreilles. Sa queue est longue et se termine par un toupet de poils sur le sommet. Son corps mesure jusqu’à 26 cm de long, et sa queue environ 15 cm.

## Systématique
L'espèce Chaeropus yirratji a été décrite en 2019 par Kenny James Travouillon (d), Bruno F. Simões (d), Roberto Portela Miguez (d), Selina Brace (d), Philippa Brewer (d), David Stemmer (d), Gilbert J. Price (d), Jonathan Cramb (d) et Julien Louys (d).

## Publication originale
- (en) Kenny J. Travouillon, Bruno F. Simões, Roberto Portela Miguez, Selina Brace, Philippa Brewer, David Stemmer, Gilbert J. Price, Jonathan Cramb et Julien Louys, « Hidden in plain sight: reassessment of the pig-footed bandicoot, Chaeropus ecaudatus (Peramelemorphia, Chaeropodidae), with a description of a new species from central Australia, and use of the fossil record to trace its past distribution », Zootaxa, Magnolia Press (d), vol. 4566, no 1,‎ 13 mars 2019, p. 1-69 (ISSN 1175-5334 et 1175-5326, OCLC 49030618, PMID 31716448, DOI 10.11646/ZOOTAXA.4566.1.1).